# Josef Kroll
Josef Kroll (ur. 8 listopada 1889 w Arnsbergu, zm. 8 marca 1980 w Duisburgu-Rheinhausen) – niemiecki filolog klasyczny.

## Życiorys
Po ukończeniu szkoły w Hagen i studiów na uniwersytetach w Monachium, Fryburgu Bryzgowijskim, Berlinie, Münsterze i Getyndze uzyskał w 1913 roku na uniwersytecie w Münster stopień doktora na podstawie rozprawy o Hermesie Trismegistusie. Tuż po studiach odbył podróż do Włoch. Następnie zgłosił się na ochotnika do wojska, walczył jako żołnierz w I wojnie światowej. Po tym jak został na wojnie ranny, podjął w 1916 pracę asystenta na uniwersytecie we Wrocławiu. W 1918 objął posadę profesora filologii klasycznej w Liceum Hosianum w Braniewie w Prusach Wschodnich. W 1922 roku powołano go na stanowisko wykładowcy na uniwersytecie w Kolonii, gdzie pracował aż do swego odejścia w 1956 roku na emeryturę.
Josef Kroll zajmował się głównie historią religii w starożytności, w szczególności historią wczesnego chrześcijaństwa. Jego główne dzieło Gott und Hölle (Bóg i piekło) badało wyobrażenia podróży w zaświaty, w chrześcijaństwie i niechrześcijańskich religiach starożytnych.
Był dwukrotnie (1930/31 i 1945–1949) rektorem uniwersytetu w Kolonii. Wniósł znaczny wkład w proces odbudowy uniwersytetu po II wojnie światowej.